# كلارنس سوندرز
كلارنس سوندرز (بالإنجليزية: Clarence Saunders) (و. 1963  م) هو منافس ألعاب قوى من برمودا، شارك في الألعاب الأولمبية الصيفية 1992، والألعاب الأولمبية الصيفية 1988، والألعاب الأولمبية الصيفية 1984.

## روابط خارجية
- كلارنس سوندرز على موقع الاتحاد الدولي لألعاب القوى (الإنجليزية)
- كلارنس سوندرز على موقع أوليمبيديا (الإنجليزية)